# کلیپ‌بورد
بُریده‌دان، تخته‌گیره یا کلیپ‌بورد (clipboard) یک امکان نرم‌افزاری است که می‌تواند برای ذخیره‌سازی داده‌ها در کوتاه‌مدت و/یا انتقال داده‌ها میان اسناد یا برنامه‌های کاربردی، از طریق عملیات بریدن و چسباندن استفاده شود.
معمولا جزئی از واسط گرافیکی کاربر است که به صورت بخشی ناشناس و موقت از حافظه به کار گرفته می‌شود که می‌تواند در همه یا بیشتر دیگر برنامه‌ها از طریق رابط‌های برنامه‌نویسی مورد دسترسی واقع شود. برنامه‌های رایج از راه مسیردهی ورودی‌های کاربر (ترکیب کلیدها، انتخاب منوها و ...) به این رابط‌ها، به کلیپ‌بورد دسترسی پیدا می‌کنند.
ترکیب‌های معمول تخته‌کلید برای دسترسی به بریده‌دان عبارتند از:
- کلید کنترل + C: برای رونوشت برداری (کپی کردن) از داده‌ها به درون کلیپ‌بورد
- کلید کنترل + X: برای بریدن (کات کردن) داده‌ها به درون کلیپ‌بورد
- کلید کنترل + V: برای چسباندن (پیست کردن) داده‌ها از کلیپ‌بورد